# Марк Юниан Юстин
Марк Юниа́́н Юсти́н (лат. Marcus Iunianus Iustinus) — римский историк II—III вв., автор «Эпитомы сочинения Помпея Трога „История Филиппа“» — извлечения из не дошедшего до нас обширного исторического труда в 44 книгах более раннего римского историка I века Помпея Трога, под заглавием «Historiae Philippicae» («История Филиппа», имеется в виду македонский царь Филипп II).

## История Филиппа

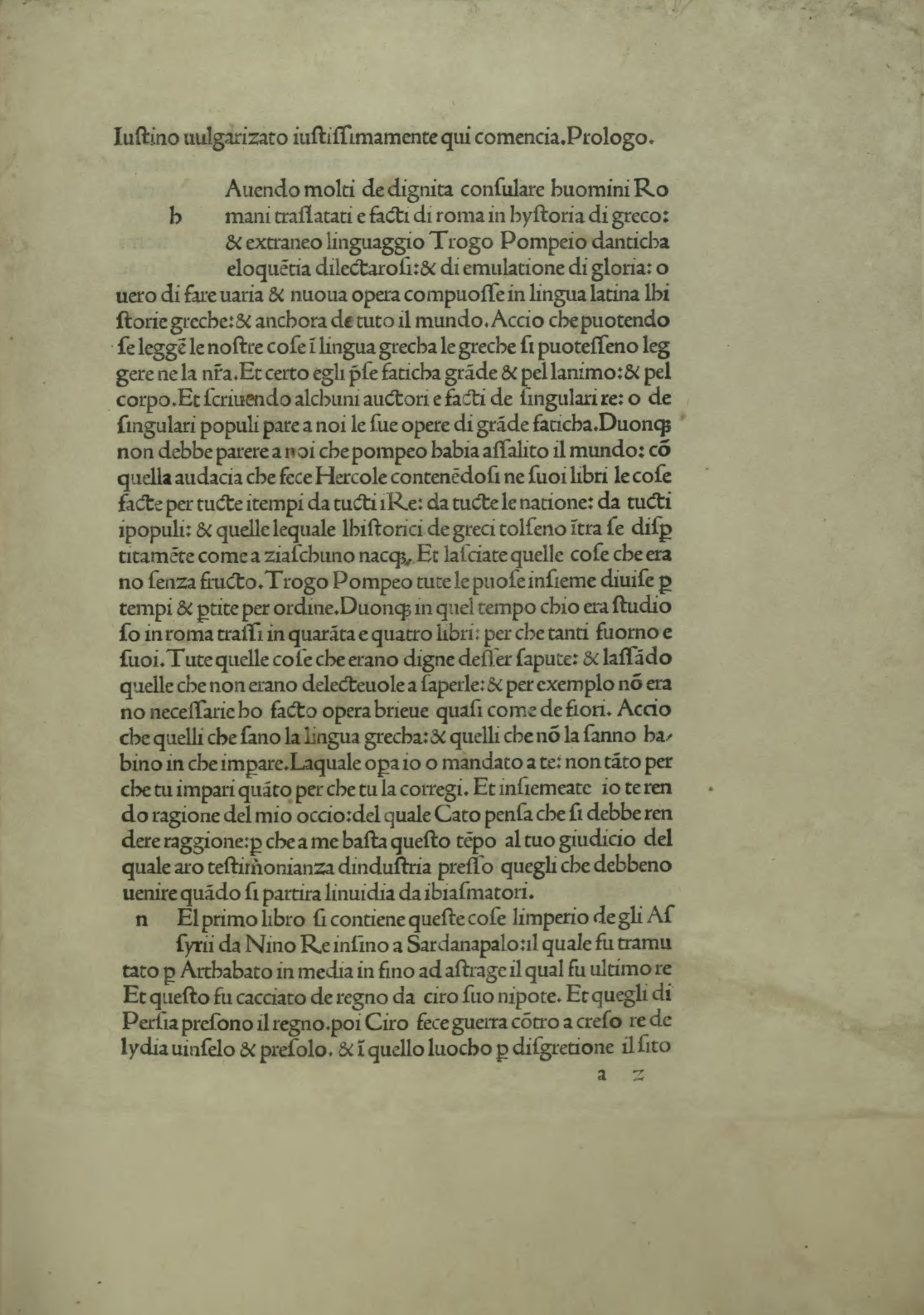
Epitome historiarum Trogi Pompeii

Извлечение Юстина содержит в себе всемирную историю, главным образом македонскую, от мифических времён до I века, без тщательной хронологической последовательности событий. Этой книгой немало пользовался историк V века Орозий; она была ценима в Средние века.
Изложение Юстина отличается простотой и сжатостью, заключает в себе много интересного и до сих пор имеет значение, хотя не всегда выдерживает строгую критику. Юстин сосредотачивается на описании занимательных и поучительных фактов, часто недостоверных, обнаруживаются неточности при сопоставлении его истории с трудами других античных авторов. Однако источники Юстина, или вернее Помпея Трога, доносят уникальную информацию, которую невозможно найти у других авторов. Юстин повторил версию Помпея Трога о большей древности скифов по отношению к египтянам, привёл имена ранних царей скифов и указал на связанные с ними события.
В начале трактата содержится упоминание имени императора Марка Антонина (Гелиогабала), из чего делается вывод о жизни Юстина во времена этого императора (III век), но определённые сомнения остаются, так как есть подозрения, что имя императора было дописано в манускрипте рукой редактора. В оригинальных манускриптах используется слово magis. Некоторые исследователи полагают, что magis обозначает поврежденную запись M. A. C., то есть Marce Antonine Caesar. В любом случае Юстин должен был жить во времена до V века.
О самом Юстине ничего не известно, и даже имя его в разных манускриптах пишется по-разному, Marcus Junianus Justinus или Justinus Frontinus.

## Русские переводы и издания
Эпитома Помпея Трога впервые переведена на русский в XVII веке (перевод не был опубликован)
- Юстин. Древней универсальной истории Трога Помпея сократитель. / Пер. Н. Попова. — СПб., 1768. — 598 стр. — 1200 экз.
- Всеобщая история Юстина, извлеченная из бытописаний Трога Помпея. Перевод С. Борзецовского. Ч. 1-3. — СПб., 1824. — 128, 410, 25 стр.
- Марк Юниан Юстин. Эпитома сочинения Помпея Трога «Historiarum Philippicarum». / Пер. А. А. Деконского и М. И. Рижского. Статья К. К. Зельина. // Вестник древней истории. 1954. № 2-4. 1955. № 1.
  - переизд.: Комм. М. Ф. Высокого, О. Л. Габелко, А. В. Короленкова, Е. Ю. Лебедевой. (Серия «Классики античности и средневековья»). — М.: РОССПЭН, 2005. — 640 с. — 700 экз. — ISBN 5-8243-0022-4
  - переизд. под названием «Эпитома сочинения Помпея Трога „Historiae Philippicae“» с комм. К. В. Вержбицкого, М. М. Холода. — СПб.: Издательство СПбГУ, 2005. — 496 с. — 500 экз. — ISBN 5-288-03708-6
  - переизд. в книге: Юстин. Эпитома сочинения Помпея Трога «Historia Philippicae». Диодор. Историческая библиотека. Книга XVII. — Рязань: Александрия, 2005. — ISBN 5-94460-020-9